# Wileńska Brygada Armii Krajowej „Gozdawa”
Wileńska Brygada Armii Krajowej „Gozdawa” – polski oddział partyzancki Okręgu Wilno Armii Krajowej.

## Formowanie i walki brygady
Żołnierze brygady „Gozdawa” brali udział w operacji „Ostra Brama”. Walczyli w Zgrupowaniu nr 2 Okręgu Wilno Armii Krajowej, z którym wyruszyli w kierunku Wilna. W lipcu 1944 brygada liczyła ok. 300–400 partyzantów; w czasie walk została zdziesiątkowana.
Jeszcze 26 czerwca mjr dypl. Teodor Cetys „Sław” i ppłk Zygmunt Blumski „Strychański” przedstawili do zatwierdzenia ppłk. „Wilkowi” plan akcji na Wilno. Rozkaz operacyjny nr 1 „Ostra Brama” zawierał ogólne wytyczne walki o miasto i wycinkowe rozkazy dla oddziałów partyzanckich. Planowano między innymi utworzenie Zgrupowania Bojowego nr 4 „Południe” pod dowództwem kpt. Stanisława Sędziaka „Warty”. Składać się ono miało z 7 Brygady i oddziału „Gozdawy” oraz II batalionu por. „Krysi” i VII batalionu por. „Ostoji”.
Zgrupowanie Bojowe nr 4 nie wzięło udziału w uderzeniu na Wilno. Sytuacja, jaka wytworzyła się w tym zgrupowaniu w okresie 6–7 lipca 1944, nie jest do końca wyjaśniona. 7 Brygada i Brygada „Gozdawy” stacjonowała w Puszczy Rudnickiej. Kpt. „Warta” po przybyciu do Puszczy Rudnickiej nawiązał łączność z inspektorem trockim kpt. Jerzym Bronikowskim ps. „Jan Czarny” i z dwoma brygadami: 7. i „Gozdawy”. Prawdopodobnie Zgrupowanie to nie potrafiło przyśpieszyć o dobę uderzenia na Wilno, tzn. przeprowadzić atak w nocy z 6 na 7 lipca. Z rana 7 lipca kpt. „Warta” otrzymał wiadomość, że do Wilna nie można dostać się, gdyż toczy się tam walka. Około południa 7 lipca przez Puszczę Rudnicką maszerowały już oddziały Armii Czerwonej. Spowodowało to, że w 7 Brygadzie i Brygadzie „Gozdawy” ogłoszono demobilizację, ale już około 10 lipca przeprowadzono powtórną mobilizację i skoncentrowano się w Skorbucianach.

## Żołnierze brygady
- Wiktor Iwanowski